# فلورا تومسون
فلورا تومسون (بالإنجليزية: Flora Thompson)‏ (5 ديسمبر 1876 في المملكة المتحدة - 21 مايو 1947 في المملكة المتحدة)؛ كاتِبة ومؤلِّفة، شاعرة وروائية بريطانية.

## روابط خارجية
- فلورا تومسون على موقع IMDb (الإنجليزية)